# عباس علی‌آبادی
عباس علی‌آبادی (زادهٔ ۱۳۴۱) نظامی، استاد دانشگاه و مدیر اجرایی ایرانی است که سمت وزیر نیرو در دولت چهاردهم را برعهده دارد. علی آبادی از سال ۱۴۰۲ تا ۱۴۰۳ در دولت سیزدهم، سمت وزیر صنعت، معدن و تجارت را برعهده داشت.

## تحصیلات
علی‌آبادی دانش‌آموختهٔ کارشناسی و کارشناسی‌ارشد مهندسی مکانیک با گرایش تبدیل انرژی از دانشگاه صنعتی شریف و دانشگاه تهران و درجه دکترای مهندسی مکانیک از دانشگاه خواجه نصیرالدین طوسی با گرایش کنترل بوده است. او مدرس دروس مختلف مهندسی مکانیک و مباحث مرتبط با موتورهای درون‌سوز (توربین‌های گازی) در دانشگاه‌های مختلف کشور است.

## پیشینه کاری
از جمله پیشینه‌های کاری و مدیریتی علی‌آبادی نیز می‌توان به فعالیت در جهاد سازندگی، مشارکت در اجرا و مدیریت پروژه‌های نیروگاهی کرخه و کارون ۳، مدیریت‌عاملی شرکت توسعه منابع آب و نیروی ایران و معاونت وزیر نیرو در امور برق و انرژی اشاره نمود.
از جمله برنامه‌های او حین تصدی معاونت امور برق وزارت نیرو، استفاده از نیروگاه‌های تجدیدپذیر، واقعی کردن قیمت برق و تکمیل نیروگاه‌های نیمه‌تمام بود. او در مقام معاونت، اعلام کرده بود به دلیل عدم مشارکت بخش خصوصی ایران در ساخت نیروگاه، دولت این کشور در امر ساخت نیروگاه فعال خواهد شد.
او پیشینهٔ ریاست دانشگاه صنعتی مالک اشتر را دارد و از دی ۱۳۸۸ تا تیر ۱۴۰۲ نیز مدیرعامل گروه مپنا بوده است.مهم‌ترین اقدام، علی‌آبادی در مپنا تلاش برای توسعه این شرکت از پروژه‌های نیروگاهی به دیگر پروژه‌ها بود. در دوران وی قراردادهایی در زمینه نفت و گاز و صنایع ریلی کشور بسته شد و ورود به ساخت دستگاه‌های پزشکی برای حوزه سلامت و خودروهای برقی را در دستور کار قرار داد.

## وزارت صنعت، معدن و تجارت
علی‌آبادی، وزیر پیشنهادی دولت سیزدهم برای تصدی وزارت صنعت، معدن و تجارت بود که در ۲۳ خرداد ۱۴۰۲ با ۱۸۷ رأی موافق، ۵۸ رأی مخالف، ۸ رأی ممتنع و ۲ رأی باطله موفق به دریافت رأی اعتماد از مجلس یازدهم شد.